# Gekko remotus
Espèce
Gekko remotus est une espèce de geckos de la famille des Gekkonidae.

## Répartition
Cette espèce est endémique des Palaos.

## Publication originale
- Rösler, Ineich, Wilms & Böhme, 2012 : Studies on the taxonomy of the Gekko vittatus Houttuyn, 1782 complex (Squamata: Gekkonidae) I. On the variability of G. vittatus Houttuyn, 1782 sensu lato, with the description of a new species from Palau Islands, Micronesia. Bonn zoological Bulletin, vol. 61, no 2, p. 241–254.